# San Marcos (berg)
San Marcos är ett berg i Spanien.   Det ligger i provinsen Província de Barcelona och regionen Katalonien, i den nordöstra delen av landet, 500 km öster om huvudstaden Madrid. Toppen på San Marcos är 1 601 meter över havet, eller 124 meter över den omgivande terrängen. Bredden vid basen är 1,9 km.
Terrängen runt San Marcos är kuperad åt sydost, men åt nordväst är den bergig. Runt San Marcos är det ganska glesbefolkat, med 24 invånare per kvadratkilometer. Närmaste större samhälle är Berga, 18,3 km söder om San Marcos. I omgivningarna runt San Marcos växer i huvudsak blandskog.